# Sinochem
Sinochem Corporation (Chinees: 中国中化集团公司, Pinyin Zhōngguó Zhōng Huà Jítuán Gōngsī) is een Chinees staatsbedrijf dat gevestigd is in Peking. Het is een multinational met 50.000 werknemers en een omzet van 50 miljard euro (2015).
Sinochem heeft belangen in de raffinaderijen van Quanzhou (12 miljoen ton per jaar), WEPEC (Dalian West Pacific Petrochemical Co., 10 miljoen ton per jaar) en Shandong Hongrun. Het bedrijf baat ook 600 tankstations uit en is eigenaar van Sinofert, China Seed en Sinochen Lantian. In 2010 verwierf Sinochem een aandeel in het door Statoil geleide olieproject Peregrino voor de Braziliaanse kust. In 2012 verwierf het een deel van het Belgische Siat.
Sinofert is de grootste kunstmestimporteur van China en baat een groot distributienetwerk uit met enkele duizenden verkooppunten. In 2015 werd 13 miljoen ton kunstmest verkocht.